# Abor & Tynna
Az Abor & Tynna egy magyar származású osztrák testvérduó, melyet Bornemisza Attila és Bornemisza Tünde alkotnak. Ők képviselték Németországot a 2025-ös Eurovíziós Dalfesztiválon, Bázelben Baller című dalukkal.

## Történet

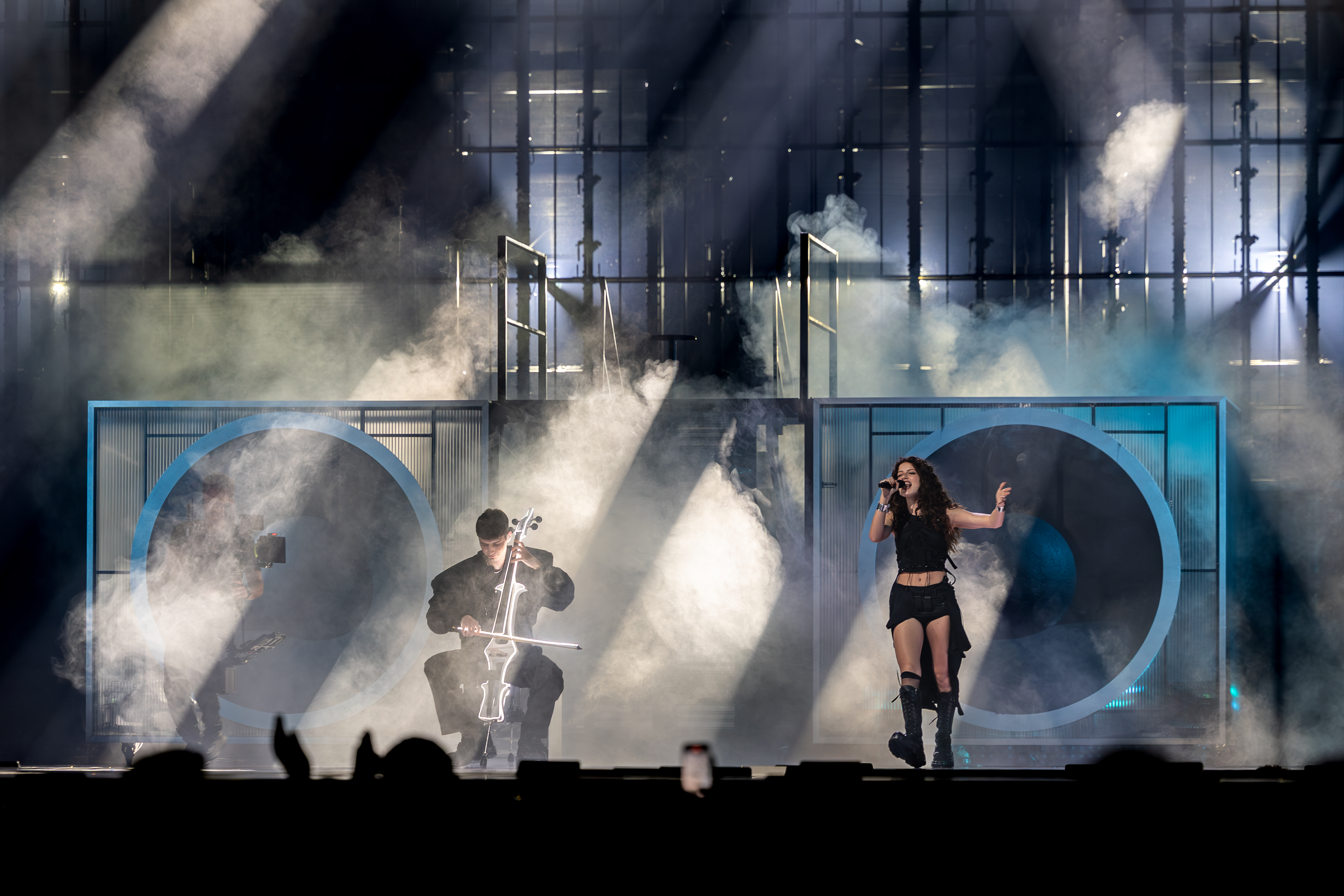
Az Eurovíziós Dalfesztiválon

2025. február 4-én az NDR bejelentette, hogy a duó is résztvevője lesz a Chefsache ESC 2025 – Wer singt für Deutschland? német eurovíziós nemzeti válogatónak. február 14-én jelent meg első stúdióalbumuk Bittersüß címmel. Érdekesség, hogy ugyanezen a napon szerepeltek a német válogatóban először, ahol Adele Skyfall című dalát adták elő. Innen továbbjutottak az elődöntőbe, ahol már az Eurovíziós Dalfesztiválra szánt dalukat adták elő. Baller című versenydaluk a zsűri döntése alapján továbbjutott a március 1-i döntőbe, amit végül megnyertek, így ők képviselhették Németországot az Eurovíziós Dalfesztiválon. A verseny május 17-én rendezett döntőjében végül a tizenötödik helyen végeztek.

## Diszkográfia

### Albumok
- Bittersüß (2025)

### Kislemezek
- Anti Ally (2020)
- Winx Club (2022)
- Coco Taxi (2023)
- Plattenpräsident (2024)
- Küsschen (2024)
- Mama (2024)
- Guess What I Like (2024)
- Seifenblasen (2024)
- Baller (2025)